# Gelpeixe
Gelpeixe é uma empresa portuguesa de origem familiar que se dedica à transformação e à comercialização de alimentos ultracongelados. É liderada pelo comendador Manuel Tarré.

## História
A Gelpeixe , que se encontra sediada em Loures (distrito de Lisboa, Portugal), foi fundada a 21 de janeiro de 1977, por Manuel Tarré, em conjunto com o seu pai Francisco Tarré e o seu irmão Joaquim Tarré. Eles iniciaram a atividade pela comercialização de produtos congelados em peixarias e pequenos retalhistas da área da Grande Lisboa. A primeira fábrica surge em 1979, num terreno pertencente aos avós de Manuel Tarré, num pavilhão com cerca de 540 metros quadrados, no qual cerca de 15 trabalhadores cortavam e embalavam o peixe manualmente.

## Negócio
A maior parte do volume de negócios da Gelpeixe resulta da transformação de peixe , marisco e moluscos congelados em alto mar . 90% já vem descabeçado e desviscerado. A partir daí é cortado e embalado em sacos de peso líquido escorrido. Adicionalmente são vendidos outros produtos congelados tais como salgados, sopas, vegetais, refeições pré-congeladas; várias gamas de carne, e uma vasta variedade de gelados e sobremesas.

### Comércio Internacional
No início da década de 80, a Gelpeixe começou as suas relações comerciais com o mercado externo através da compra de matéria-prima em Espanha (nomeadamente em Vigo e Las Palmas). Em 1985, a Gelpeixe iniciou a sua atividade comercial com África do Sul, aquele que se tornou o mercado internacional estratégico e crucial para a atividade e desenvolvimento da Gelpeixe, através da compra de matéria-prima (pescada). Posteriormente expandiu o seu negócio além-fronteiras exportando para mercados europeus entre os quais Espanha, Alemanha, Bélgica, Luxemburgo, França, Suíça, Polónia, Reino Unido e para outros mercados como Angola, Moçambique, Cabo Verde, Macau, Austrália. 

## Prémios e Distinções
- 2015: Manuel Tarré Fernandes foi distinguido, pelo então Presidente da República, com o grau de comendador da Ordem de Mérito Industrial. Manuel Tarré foi congratulado pela sua ação enquanto empresário, criando emprego e contribuindo para o desenvolvimento económico da região, bem como pelo seu contributo ativo há mais de 30 anos para o movimento associativo do sector. [9]
- 2012: 1.º Lugar das Médias Empresas no Prémio Excelência no Trabalho (Heidrick & Struggles, INDEG/ISCTE e jornal Diário Económico).* 2009: 1º Lugar Melhor PME para trabalhar (revista EXAME). [10]
- Desde 2008: PME Líder pelo IAPMEI - Instituto Português de Apoio às Pequenas e Médias Empresas e à Inovação. [11]

## Ligações Externas
- Gelpeixe
- ANCIPA
- ALIF
- Fileira do Pescado